# Rhaphuma innotata
Rhaphuma innotata är en skalbaggsart som beskrevs av Maurice Pic 1927. Rhaphuma innotata ingår i släktet Rhaphuma och familjen långhorningar. Inga underarter finns listade i Catalogue of Life.